# Teodor Wystrach
Teodor Wystrach (ur. 5 listopada 1908, zm. w 1965/1969 w Katowicach) – polski bokser kategorii półciężkiej.
Zainteresowania sportowe rozpoczął od uprawiania piłki nożnej. Dysponując doskonałymi warunkami fizycznymi, w wieku 17 lat za namową starszego brata, zaczął uprawiać pięściarstwo. W swojej karierze reprezentował: Policyjny Klub Sportowy Katowice, Gedanię Gdańsk, odbywał w Gdańsku służbę wojskową i ponownie Policyjny KS Katowice. Startując w mistrzostwach Polski dwa razy został wicemistrzem kraju (1931, 1933), w 1932 wywalczył tytuł mistrzowski, a w 1935 zdobył brązowy medal. Wszystkie medale wywalczył w wadze półciężkiej. Czterokrotnie wystąpił w reprezentacji Polski w latach 1930-1932, odnosząc dwa zwycięstwa i ponosząc dwie porażki.
Uchodził za jeden z największych talentów w boksie kategorii ciężkich w Polsce, lecz nie do końca spełnionych.